# Hesychotypa liturata
Hesychotypa liturata là một loài bọ cánh cứng trong họ Cerambycidae.